# Бочкарёв, Пётр Федосеевич
Пётр Федосе́евич Бочкарёв (4 января 1904, с. Тисуль, Томская губерния, Российская империя (ныне пгт в Кемеровской области, Россия) — 16 июля 1974, Иркутск, СССР) — советский учёный, доктор химических наук, ректор Иркутского государственного университета (1962—1967). Награждён орденами Ленина и Трудового Красного знамени. Основоположник направления по изучению химического состава вод Восточной Сибири.

## Биография
Родился 4 января 1904 года в с. Тисуль в семье крестьянина. После годичной работы в Мариинском уездном земотделе, в 1921 году поступил в Томский педагогический техникум, а после его окончания в 1925 году поступил на естественное отделение педагогического факультета Иркутского государственного университета, который окончил в 1929 году, получив специальность преподавателя химии и естествознания. В следующем году стал ассистентом кафедры общей и неорганической химии, с 1941 по 1945 год был деканом химического факультета. В 1937 году без защиты ему была присвоена степень кандидата химических наук, а в 1956 году в Ростовском госуниверситете им. В. М. Молотова (Гидрохимический институт Академии наук СССР) он защитил докторскую диссертацию на тему «Гидрохимия рек Восточной Сибири». В 1957 году стал профессором.
В 1946—1953 годах (по другим данным, до 1956 года) — проректор по учебной работе, с мая 1962 по июль 1967 года — ректор Иркутского государственного университета.
Несколько раз был избран депутатом Кировского районного Совета депутатов г. Иркутска. Член координационного совета по гидрохимии, член Всесоюзного общества им. Д. И. Менделеева. Награждён орденами Ленина и Трудового Красного знамени, медалью «За доблестный труд в Великой Отечественной войне 1941—1945 гг.», другими медалями.